# Reflex 85
|  | Denne artikel er oprettet af botten Steenthbot ud fra en ekstern database. Den kan derfor have sproglige fejl eller mangler. Denne skabelon kan fjernes efter kontrol af indholdet. |

Reflex 85 er en dansk oplysningsfilm fra 1985 instrueret af Jan Jung efter eget manuskript.

## Handling
90 sekunders OBS-indslag om lygter og reflekser på cykel.